# 西方文化

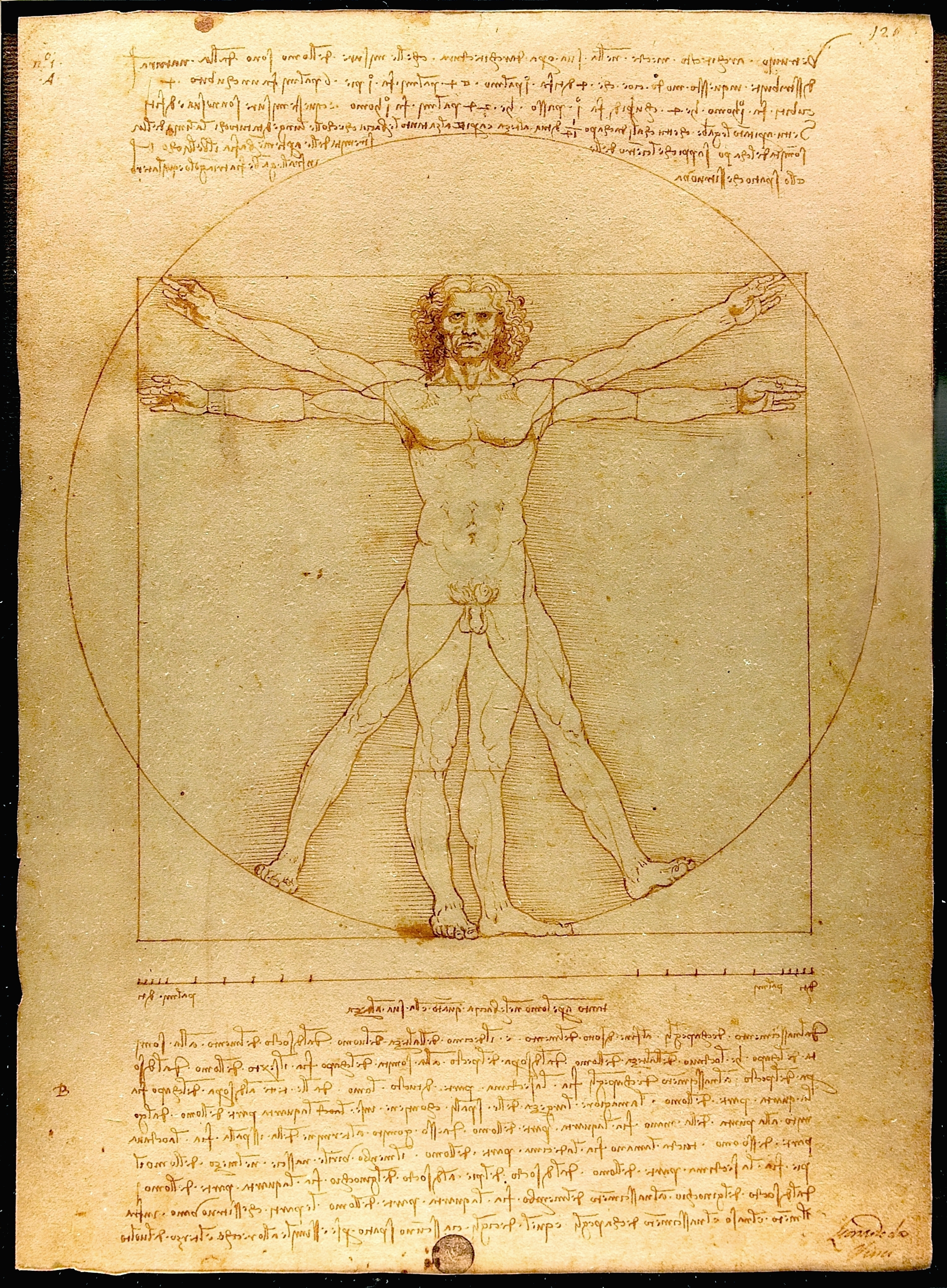
《列奥纳多·达·芬奇的維特魯威人》，作为欧洲文艺复兴时期西方文化变化的象征。

西方文化指的是最初形成於欧洲，盛行於歐洲、北美洲、大洋洲等地區的國家的文化。与西方这个词相对应的是非西方国家。

## 描述

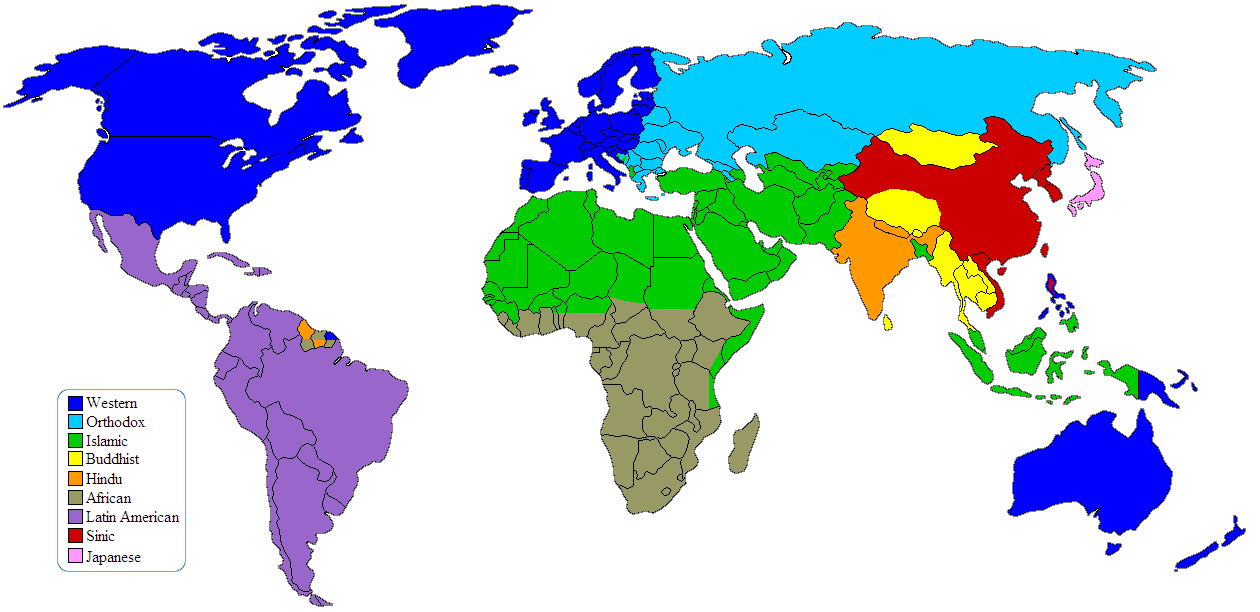
山繆·P·杭廷頓在《文明衝突論》中的九個世界文明

西方文化的概念通常与西方世界传统定义相关联。根据此定义，西方文化是其文学、科学、音乐以及哲学原理的合集，并且有别于其它主要文明。适用于受西欧移民或殖民影响强烈的国家，并不仅限于西欧。这些传统大都被列入西方经典。
西方文化被用于许多方面，不管实际使用正确与否，包括西方文化、唯物主义、工业主义、资本主义、商业主义、性的享乐主义、帝国主义、现代主义，乃至解说西方文明。

## 基石
西方文化常被认为起源于古希腊和罗马帝国的印歐人。西方文化也根源于斯拉夫人還有北歐的日尔曼人及凯尔特人的文化，这些文化是形成欧洲的重要推动力量。基督教对中世紀有很大的影响，許多人會将基督教和西方文化相提並論。另一個值得注意的點是：在穆罕默德之前，整個環地中海算同一個文化圈，基督教及伊斯蘭相繼興起後，才被切割為中東及歐洲兩大文化圈，雖然兩地的文化思維在三千年前便已分道揚鑣。
西方文化在文学、音乐、哲学、宗教方面，已经有了极为丰富的发展。重要的传统包括：
- 经院哲学
- 人文主义
- 文艺复兴
- 啟蒙時代
- 世俗化
- 科学方法

## 历史

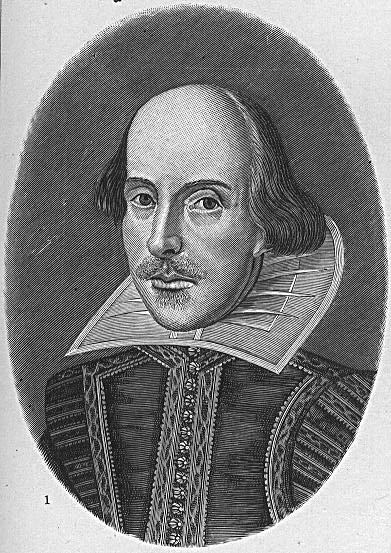
威廉·莎士比亚，对现代西方文学影响重大。

前1世纪，罗马帝国攻佔希腊后，吸收了古希腊的科学、哲学、民主、建筑、文学以及艺术，並在此基础上作进一步的发展。
在接下来的500年中，尽管罗马帝国拒绝古代雅典很前卫的民主理念，但却将希腊语、拉丁语随着罗马法传遍了欧洲。罗马文化还融合了日耳曼、斯拉夫以及塞尔特文化，但随着罗马的衰落，希腊与罗马（Greco-Roman）的许多艺术、文学以及科学都消失或被取代了。
随着4世紀基督教成為羅馬帝國的國教，圣经成为西方文艺中的核心部分，几乎影响到了西方文化的所有领域，包括艺术、法律、哲学、教育以及政治。罗马基督教成立了许多神学院，现在的许多大学、学院即起源于此，总体而言这些学院促进了早期西方文化的传播。阿拉伯文化保存了一些古希腊和古罗马的知识，随着十字軍東征，西班牙、黎凡特的摩尔人所具有的阿拉伯文化，对西欧产生影响，终于在14世纪，希腊的文化遗产重又被西欧发现，于是文艺复兴诞生了。

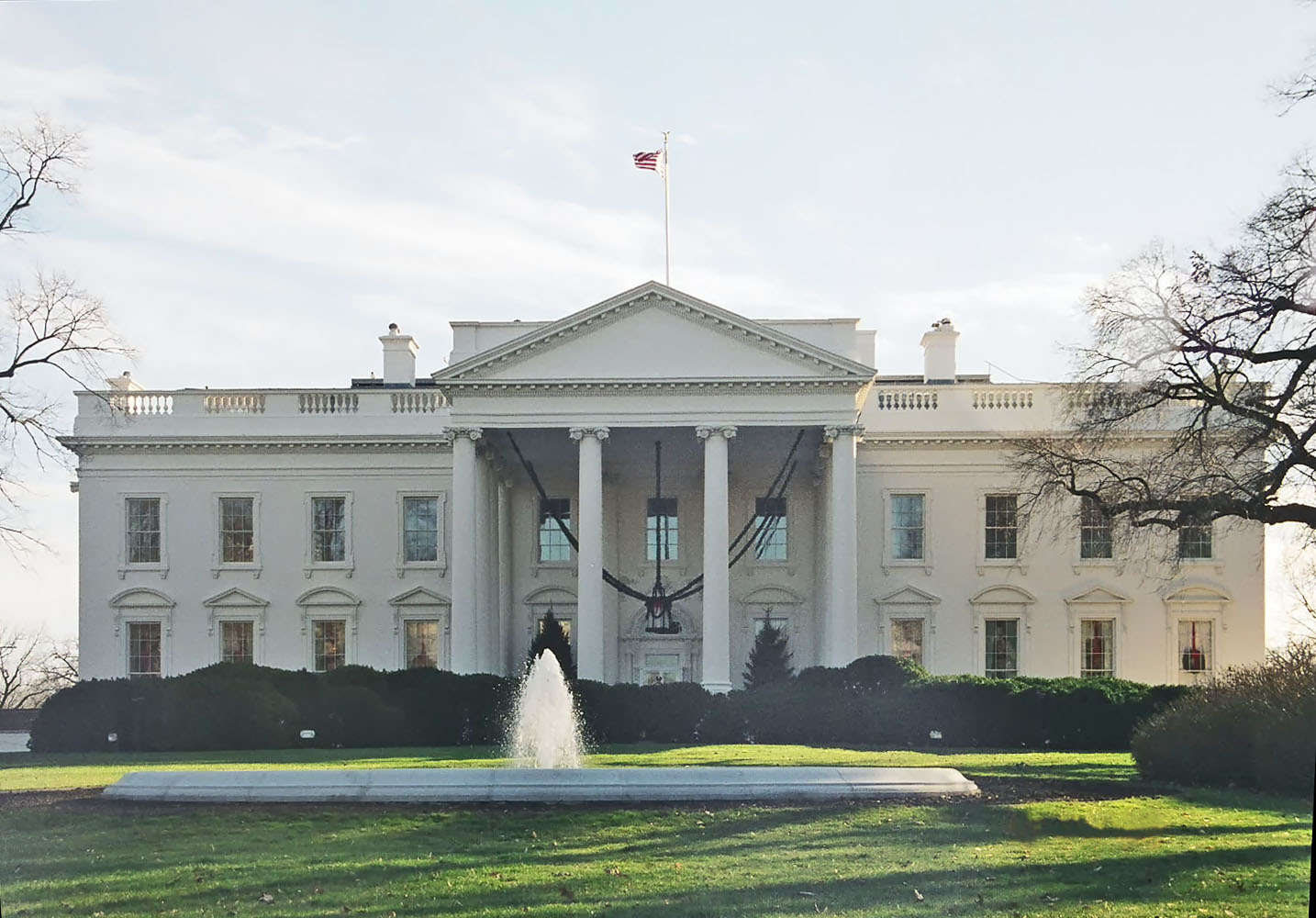
白宮建筑仿照了古希腊圣殿的样式

16世纪之后，文艺复兴的西方文化被探险者、殖民者、商人以及传教士传播到新大陆。随后的启蒙时代，在英國光榮革命、美国革命、法国大革命时达到顶峰。一些理念，比如公民權利、法律之前人人平等、司法公正以及民主，这些社会构成的理想，如今这些准则已经成为现代西方文化的基石。
19世纪後，美国开始发展自成一体的西方文化，1950年代后，以美國文化為主的西方文化在全球占据了主导地位，连同美国时尚、娱乐、技术以及政治，泛滥于其他西方世界。

## 全球影响力

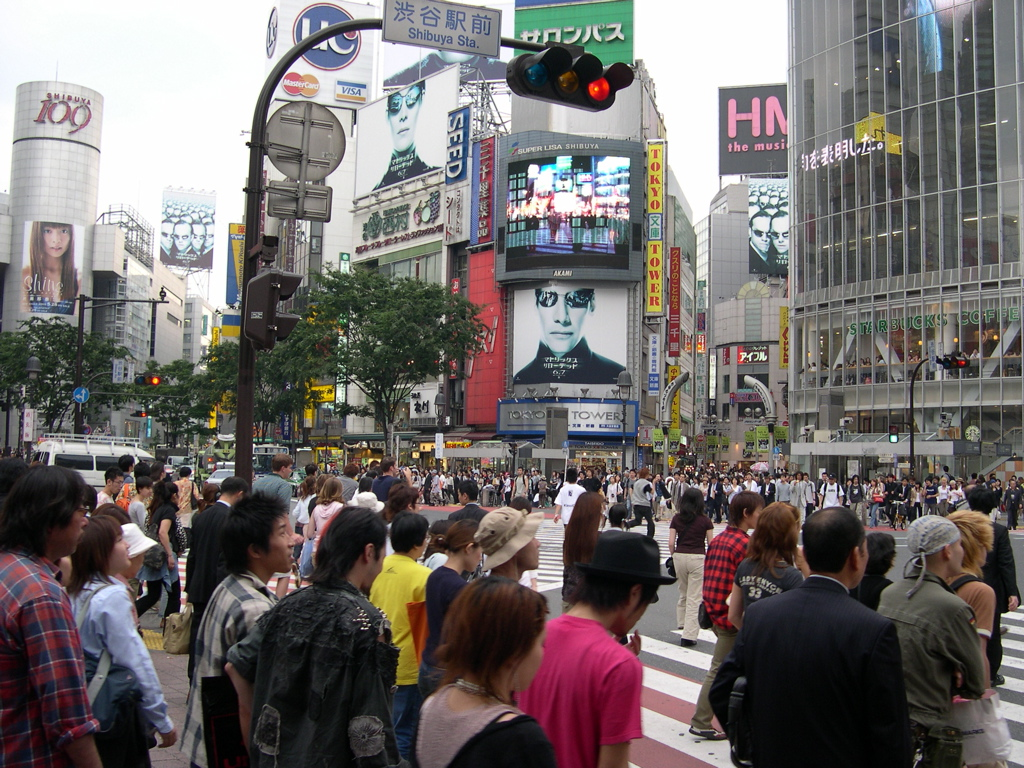
作为一个高度现代化的发达国家，当代的日本在保留传统的同时也受到了很大西方文化的影响。

在世界范围内，西方文化中的元素对其他文化具有很强的影响力。当代许多文化背景的人，包括西方与非西方的，都将“现代化”与“西化”等量齐观。但是也有许多西方与非西方的人士，反对将采纳西方理念与价值视为所有社会的必然，并将西方文化在现代化中的主导性地位称为文化霸权。他们将科技进步跟西方的非主流价值观相联系，由于现代西方的主流价值观和理念与他们当地舊有社会的价值理念大相径庭，以此作为理由，来反对大部分的“现代化”。

## 多元文化
由于在文化、艺术、文学、历史方面的基石作用，西方文化在欧美学校课程中占据了支配地位。1970年代开始，因新左派影響和移民的湧入，加上社會的世俗化，開始奉行多元文化政策，开始鼓励在西方学习非洲、亚洲的文化、历史与艺术，这项政策在进入1990年代后隨著移民的進入进展加快。

## 非主流西方文化元素

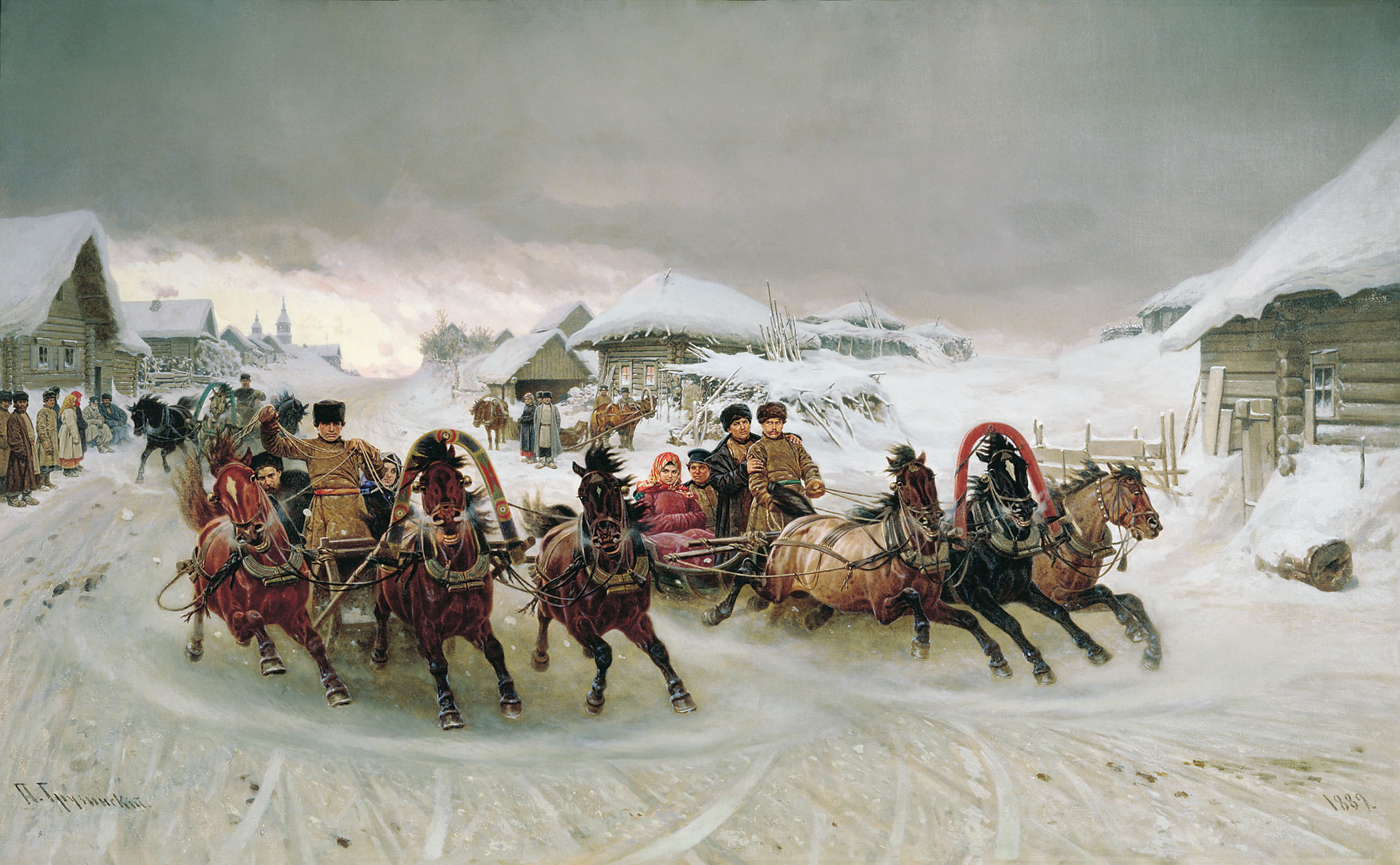
俄罗斯谢肉节期间的三套马车比赛

某些国家虽然属于广义上的西方国家，但由于这些国家的文化影响力不强，因而它们的一些代表性文化元素在全世界知名度不高，影响力不大：
- 东正教国家的1月7日圣诞节
- 斯拉夫神话
- 凯尔特神话
- 俄罗斯谢肉节
- 以色列逾越节
- 墨西哥亡灵节
- 阿根廷高乔牛仔
- 葡萄牙斗牛

## 西方飲食文化
- 下午茶
- 用餐刀餐叉
- 預先分配，一人一份（注：并非西方特有，日本和朝鲜半岛亦保留了分餐制的古中国习俗）
- 碟子盛載
- 肉食不帶内脏（注：并非西方特有，穆斯林世界和犹太人亦遵从不食动物内脏的教规，且并非所有西方人都不食用动物内脏，如苏格兰肉馅羊肚）
- 分前菜和主菜
- 飲咖啡或茶